# NGC 7369
NGC 7369 este o galaxie situată în constelația Pegas. A fost descoperită în 29 august 1865 de către Heinrich Louis d'Arrest. Se află la o distanță de 92,19 de megaparseci de Pământ.